# Eudes de Saint-Maur
Pour les articles homonymes, voir Eudes.
Eudes de Saint-Maur ou Odon de Saint-Maur (en latin : Odo Fossatensis) est un chroniqueur français de la seconde moitié du XIe siècle.
Il est magister à l'abbaye de Cluny puis abbé de Saint-Maur-des-Fossés. Certains lui ont parfois attribué Dialogus de musica.
Copiste et écolâtre à l'abbaye de Saint-Maur, à Saint-Maur-des-Fossés, Eudes est l'auteur d'une Vita de Bouchard le Vénérable, comte de Vendôme, intitulée Vita Domini Burchardi venerabilis Comitis et composée en 1058 à l'aide des traditions du monastère et des diplômes.